# Мишо Влаховић
Миодраг Мишо Влаховић (Трмање, код Колашина, 1924 — 2006) био је учесник Народноослободилачке борбе, друштвено-политички радник СР Црне Горе и амбасадор СФР Југославије.

## Биографија
Рођен је 1924. у селу Трмање, код Колашина. Његов отац био је капетан Милинко Влаховић (1881—1930), командант Ровачког батаљона Војске Краљевине Црне Горе, a након окупације, заједно са братом Тошком Влаховићем (1890—1917), један од вођа у Топличком устанку 1917. године. Његов старији брат био је револуционар Вељко Влаховић.
Био је учесник Народноослободилачке борбе. Завршио је Дипломатску школу при Министарству иностраних послова ФНРЈ и радио дуги низ година у дипломатији, а од 1978. до 1982. био је амбасадор СФРЈ у Чехословачкој Социјалистичкој Републици. Након повратка из Чехословачке, 7. маја 1982. изабран је за члана Председништва Социјалистичке Републике Црне Горе, а од 7. маја 1984. до 7. маја 1985. налазио се на функцији председника Председништва.